# Fusarium avenaceum

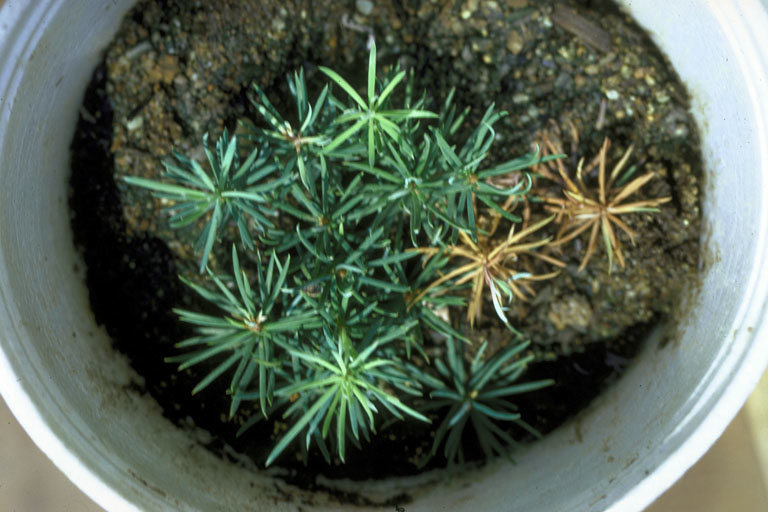
Fusarium avenaceum na liściach siewek

Fusarium avenaceum (Fr.) Sacc. – gatunek grzybów z rodziny gruzełkowatych (Nectriaceae). Pasożyt wielu roślin. U roślin uprawnych wywołuje grzybowe choroby roślin, takie jak fuzarioza maliny, fuzarioza truskawki, fuzaryjna zgnilizna główek kapusty, fuzaryjna zgorzel bobu, fuzarioza kłosów zbóż, fuzaryjna zgorzel łodyg kukurydzy, fuzarioza soi, fuzarioza dyni oleistej, fuzarioza lnu, fuzaryjna zgorzel łubinu, fuzaryjna zgorzel bobiku, fuzaryjna zgorzel wyki, fuzarioza drzew ziarnkowych, fuzariozy niektórych roślin ozdobnych i gnicie owoców w przechowalniach.

## Systematyka i nazewnictwo
Pozycja w klasyfikacji według Index Fungorum: Fusarium, Nectriaceae, Hypocreales, Hypocreomycetidae, Sordariomycetes, Pezizomycotina, Ascomycota, Fungi.
Po raz pierwszy opisał go w 1822 r. Elias Fries nadając mu nazwę Fusisporium avenaceum. Obecną, uznaną przez Index Fungorum nazwę nadał mu Pier Andrea Saccardo w 1886 r.
Ma ponad 20 synonimów. Niektóre z nich:

- Fusarium avenaceum (Fr.) Sacc. 1886 subsp. avenaceum
- Fusarium avenaceum subsp. volutum (Wollenw.) Raillo 1950
- Fusarium avenaceum (Fr.) Sacc. 1886 var. avenaceum
- Fusarium avenaceum var. fabae T.F. Yu 1944
- Fusarium avenaceum var. herbarum (Corda) Bilaĭ 1955
- Fusarium avenaceum var. pallens Wollenw. 1924
- Fusarium avenaceum var. volutum (Wollenw.) Wollenw. & Reinking 1935
- Fusarium graminum var. herbarum (Corda) Wollenw. 1930
- Fusarium herbarum (Corda) Fr., Summa veg. Scand. 1849
- Fusarium herbarum var. avenaceum (Fr.) Wollenw. 1930
- Fusarium herbarum (Corda) Fr., Summa veg. Scand. 1849 var. herbarum
- Fusarium herbarum var. volutum Wollenw. 1930
- Fusarium roseum var. avenaceum (Fr.) W.C. Snyder & H.N. Hansen
- Gibberella avenacea R.J. Cook 1967[4].

Wyróżniono w jego obrębie wiele podgatunków, odmian i form, według Index Fungorum jednak uznane zostały za synonimy.

## Morfologia
Grzyb mikroskopijny tworzący grzybnię o barwie białawej lub brzoskwiniowej. Podczas konidiogenezy wytwarza tylko jeden rodzaj zarodników – makrokonidia. Są one wrzecionowate i lekko sierpowate, z podwiniętymi końcami, w stanie dojrzałym pomarańczowe. Powstają w sporodochiach lub pionnotach, a czasami także na prostych konidioforach – wówczas są wyraźnie uszypułkowane. Mają najczęściej 3-7 przegród, ale zdarzają się makrokonidia z mniejszą ilością przegród. Ich rozmiary zależne są od ilości przegród:
- 0-1 przegród: 10–15 × 3,5 μm
- 3 przegrody: 21–38 × 3,5 μm
- 4-6 przegród: 44–70 × 4–5 μm

Chlamydospory powstają rzadko. Askospory głównie z jedną przegrodą. Mają rozmiar 13–19 × 4–5 μm. Czasami trafiają się askospory z 3 przegrodami, wówczas mają rozmiar 42,5–70 × 4–6,5 μm.

## Występowanie i siedlisko
Fusarium avenaceum powszechnie występuje na obszarach o klimacie umiarkowanym, ale także w wilgotnych regionach o klimacie tropikalnym.
Pasożyt i saprotrof porażający bardzo wiele gatunków roślin. Pasożytuje na roślinach należących do ponad 150 rodzajów w następujących rodzinach: wiechlinowate, goździkowate, astrowate, kapustowate, dyniowate, wilczomleczowate, orzechowate, bobowate, liliowate, lnowate, morwowate, wiesiołkowate, arekowate, różowate, rutowate, wierzbowate, trędownikowate, psiankowate, zatwarowate, herbatowate, Thymeliaceae, selerowate, kozłkowate, winoroślowate. Zanotowano także występowanie na roślinach iglastych, skrzypach, paprotkowatych i na owadach.